# Bandiera del Nuovo Messico
La bandiera del Nuovo Messico consiste in un sole rosso, simbolo del popolo Zia, che si staglia su uno sfondo giallo. I colori sono in onore della Regina Isabella di Spagna e dei Conquistadores spagnoli che esplorarono questi territori per suo conto.
L'associazione Daughters of the American Revolution spinse il Nuovo Messico a creare una bandiera unica e moderna nel 1920. La gara indetta per la nuova bandiera fu vinta dal dottor Harry Mera di Santa Fe, che propose il design che viene utilizzato tuttora nello Stato.
Il dottor Mera era un archeologo che conosceva bene il simbolo del sole del popolo Zia ritrovato nel sito di Zia Pueblo su un contenitore risalente al XIX secolo. Tale simbolo aveva un significato sacro per gli Zia; quattro era il numero sacro che rappresentava diverse cose, fra le quali le fasi della vita e le responsabilità che si devono affrontare nel corso di essa; il cerchio invece unisce i quattro elementi, ciascuno composto da quattro linee, insieme.
Negli ultimi anni, il popolo Zia ha cercato più volte di far rimuovere il loro simbolo sacro dalla bandiera dello Stato, per ora senza successo; fino a decisione contraria, il simbolo Zia rimarrà perciò sulla bandiera.